# 황금희
황금희(1977년 8월 20일 ~ )는 대한민국의 배우다. 한때 어느 PD로부터 “얼굴은 세련됐으나 이름이 안 어울린다”라는 조언을 받아 지성원이란 예명으로 활동했으나, 30대 후반에 접어들어 새로운 모습을 보이기 위해 다시 본명으로 활동을 하고 있다.

## 학력
- 도천초등학교 졸업
- 동진여자중학교 졸업
- 경남예술고등학교 졸업
- 경상대학교 음악교육과 (중퇴)[2]
- 동국대학교 연극영화과 학사
- 동국대학교 문화예술대학원 연극예술전공 석사

## 경력
- 2010년 대한민국 청소년영화제 홍보대사

## 생애
1999년 연극배우로서도 데뷔하였고 이듬해 2000년 《춘향뎐》의 단역을 통하여 영화배우로 데뷔하였으며, 이어 같은 해 2000년 SBS 톱탤런트 선발대회에서 은상을 수상받고 정식 데뷔하였는데 이 당시 SBS는 1997년 10월 19일  '숙희 정희' 편 촬영 도중 안전조치 미비 때문에 스턴트맨 이상영씨가 물에 빠져 숨진 것으로 인해 물의를 사 1998년 1월 23일 막 내린 《70분 드라마》이후 정규 단막극을 한동안 편성하지 않아 이렇다할 신인 탤런트 발굴에 어려움을 겪어오기도 했으며 이로 인해 본인(황금희) 등 SBS 공채 탤런트 9기 중 데뷔하자마자 스타가 된 사람은 아무도 없었다.
한편,  2002년 매니저와의 계약관계가 틀어져 한동안 공백기를 가졌으며 2003년 경인방송 코믹드라마 《러브러브》로 브라운관에 복귀했고 이 때부터 현재의 예명인 지성원으로 활동했으며 2014년 12월 본명(황금희)으로 돌아왔고 2016년 2월 종영된 KBS 2TV 아침 TV 소설 《별이 되어 빛나리》를 끝으로 안방극장에서 사라졌으며 2019년부터 예명(지성원)으로 복귀했고 2021년 KBS 2TV 《오케이 광자매》로  브라운관에 복귀했다.

## 연기 활동

### 드라마
| 연도 | 방송사 | 제목                  | 배역                   | 비고 |
| ---- | ------ | --------------------- | ---------------------- | ---- |
| 2001 | SBS    | 화려한 시절           |                        |      |
| 2005 | MBC    | 신돈                  | 희비 윤씨              |      |
| 2006 | SBS    | 눈꽃                  | 이신애                 |      |
| 2007 | MBC    | 이산                  | 원빈 홍씨              |      |
| 2007 | SBS    | 불량 커플             | 한정숙                 |      |
| 2009 | SBS    | 자명고                | 동고비                 |      |
| 2012 | MBC    | 보고싶다              | 황미란의 의류매장 직원 |      |
| 2013 | OCN    | 특수사건 전담반 TEN 2 | 홍정임                 |      |
| 2014 | SBS    | 닥터 이방인           | 임산부 환자            |      |
| 2014 | MBC    | 내 생애 봄날          |                        |      |
| 2015 | KBS2   | 별이 되어 빛나리      | 박미순                 |      |
| 2021 | KBS2   | 오케이 광자매         | 고우정                 |      |

### 영화
| 연도 | 제목                   | 배역      | 비고 |
| ---- | ---------------------- | --------- | ---- |
| 2000 | 춘향뎐                 | 대학생    |      |
| 2010 | 하모니                 | 현주      |      |
| 2010 | 김복남 살인사건의 전말 | 해원      |      |
| 2014 | 미국인 친구            | 지윤      |      |
| 2014 | 울언니                 | 오진서    |      |
| 2015 | 순수의 시대            | 매향      |      |
| 2016 | 애비                   | 유리      |      |
| 2016 | 우리 연애의 이력       | 유민주    |      |
| 2018 | 숲속의 부부            | 성민 아내 |      |
| 2018 | 순이                   | 순이 엄마 |      |
| 2019 | 접전: 갑을 전쟁        | 창수 아내 |      |
| 2020 | 악몽                   | 지연      |      |

### 연극
- 1999년 《약한 자의 슬픔》 ... 혜숙 역

## 수상 및 후보
| 연도 | 시상식                      | 부문                     | 작품                    | 결과 |
| ---- | --------------------------- | ------------------------ | ----------------------- | ---- |
| 2000 | SBS 톱탤런트 선발대회       | 은상                     | 빈칸                    | 수상 |
| 2010 | 제18회 대한민국문화연예대상 | 영화부문 여자 신인상     | 김복남 살인 사건의 전말 | 수상 |
| 2011 | 제47회 백상예술대상         | 영화부문 여자 신인연기상 | 김복남 살인 사건의 전말 | 후보 |
| 2011 | 제33회 황금촬영상           | 신인여우상               | 김복남 살인 사건의 전말 | 수상 |